# Чеви Чејс Вилиџ (Мериленд)
Чеви Чејс Вилиџ (енгл. Chevy Chase Village) град је у америчкој савезној држави Мериленд.

## Демографија
По попису из 2010. године број становника је 1.953, што је 90 (-4,4%) становника мање него 2000. године.
| Група             | 2000.         | 2010.         |
| Белци             | 1.924 (94,2%) | 1.825 (93,4%) |
| Афроамериканци    | 14 (0,7%)     | 11 (0,6%)     |
| Азијати           | 33 (1,6%)     | 31 (1,6%)     |
| Хиспаноамериканци | 35 (1,7%)     | 54 (2,8%)     |
| Укупно            | 2.043         | 1.953         |